# Krummhorn

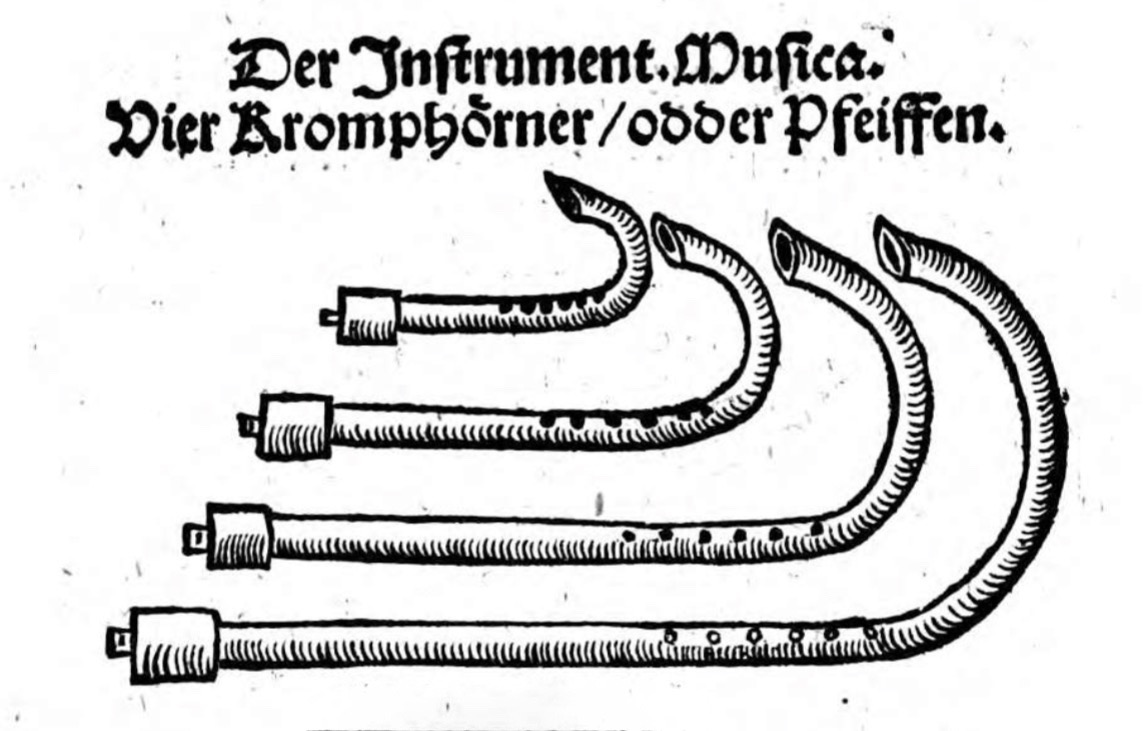
Darstellung von Krummhörnern bei Martin Agricola 1532

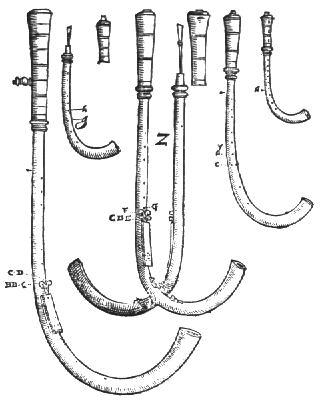
Krummhörner, Darstellung im Syntagma musicum, Band 2 (1619)

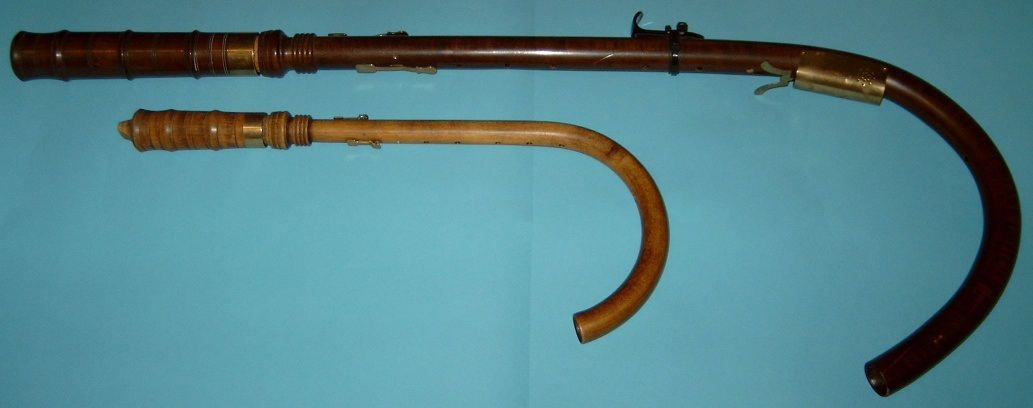
Moderne Krummhörner mit Klappen: Altkrummhorn in F, Basskrummhorn in F

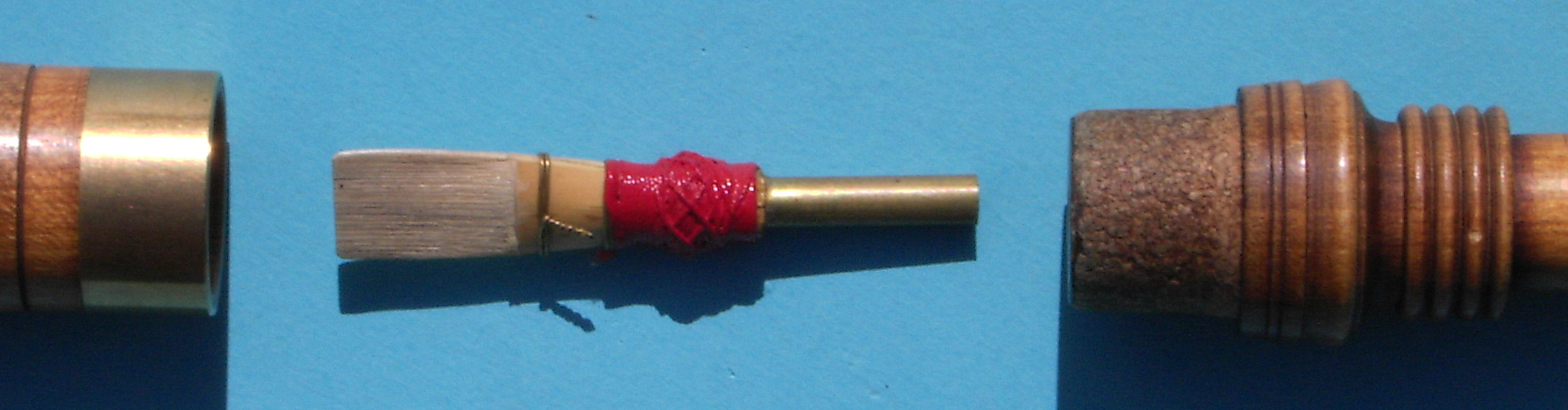
Doppelrohrblatt eines Altkrummhorns in F

Das Krummhorn (in alten Quellen auch Krumhorn oder Krumphorn; englisch crumhorn, italienisch cromorna, storto, französisch cromorne, tournebout) ist ein Holzblasinstrument mit Doppelrohrblatt, zylindrisch gebohrter Röhre und Windkapsel. 

## Bauform und Stimmung
Das Krummhorn besitzt sieben vorderständige Grifflöcher und ein Daumenloch für den linken Daumen. Der Tonumfang beträgt eine große None. Beim modernen Krummhorn ist der Tonumfang durch eine oder zwei Klappen nach oben erweitert und beträgt dann mit einer Klappe eine große Dezime und mit zwei Klappen eine Undezime. Das Überblasen war ursprünglich nicht vorgesehen, ist beim modernen Krummhorn jedoch unter Zuhilfenahme der Klappen möglich, wobei das Instrument wegen der zylindrischen Bohrung in die Duodezime überbläst. Die überblasenen Töne unterscheiden sich klanglich jedoch sehr stark von den übrigen Tönen. Insbesondere bei den tiefen Instrumenten lassen sich die jeweils tiefsten Töne durch eine geringfügige Absenkung des sonst üblichen Blasdrucks auch unterblasen, bei gleichem Griff erklingt an Stelle des üblichen Tons dessen Unterquinte, wobei die Intonation dieser Töne schwierig ist. Das Instrument besitzt nahezu keinen Dynamikbereich, Blasdruckänderungen führen zu Tonhöhenänderungen und dienen daher der Intonation, was insbesondere bei Gabelgriffen angewendet wird.
Es gibt die Stimmlagen Sopran, Alt, Tenor, Bass und Großbass. Kleinere und größere Instrumente wurden versuchsweise gebaut, konnten sich aber nicht durchsetzen.:
| Stimmlage     | Tonumfang (in Klammern modernes Krummhorn) |
| Sopran in C   | c¹ d¹ – d² (– f²)                          |
| Alt in G      | g⁰ a⁰ – a¹ (– c²)                          |
| Alt in F      | f⁰ g⁰ – f¹ (– b¹)                          |
| Tenor in C    | c⁰ d⁰ – d¹ (– f¹)                          |
| Bass in F     | F G – f⁰ (– b⁰)                            |
| Großbass in C | C D – d⁰ (– f⁰)                            |

Bass- und Großbasskrummhörner gibt es auch in Versionen, bei denen der Tonumfang um bis zu einer Quarte nach unten mit Klappen erweitert („extendiert“) ist. Krummhörner sind mittels Gabelgriffen chromatisch mit Ausnahme der kleinen Sekunde zum tiefsten Ton spielbar.
Das Soprankrummhorn wird historisch auch als Exilent oder Klein Diskant bezeichnet, das Altkrummhorn auch als Diskant. Diese aus heutiger Sicht, bei der "Diskant" meist mit "Sopran" gleich gesetzt wird, unüblichen Bezeichnungen rühren daher, dass Krummhornquartette häufig in der Besetzung Alt + Tenor + Tenor + Bass besetzt wurden und somit das Altkrummhorn die höchste Stimme, den Diskant, spielte.
Je nach Tonumfang der zu spielenden Stimme wird wahlweise das Altkrummhorn in F oder in G eingesetzt. Beim modernen Altkrummhorn entfällt diese Notwendigkeit bei der Wiedergabe von Stimmen, die auf einem klappenlosen Altkrummhorn in F nicht gespielt werden können, durch die Klappenerweiterung, weshalb heutzutage das Altkrummhorn in F gebräuchlicher ist als das in G. Wenn der Tonumfang der zu spielenden Stimme den Einsatz beider Altkrummhörner zulässt, spielen klangliche und spieltechnische Aspekte eine Rolle bei der Wahl des Instruments, da sich durch die Wahl des Altkrummhorns in F oder G das Verhältnis zwischen offenen Griffen und Gabelgriffen und ggf. Klappengriffen beim modernen Altkrummhorn ändert.

## Herkunft
Der Name Krummhorn kommt im Deutschen seit etwa 1300 vor und bezeichnete zunächst wohl ein gebogenes Trompeteninstrument und ab der Mitte des 15. Jahrhunderts mit zunehmender Wahrscheinlichkeit den eigentlichen Instrumententyp. Die Bogenform könnte auf ein mittelalterliches Blasinstrument mit gerader Röhre und einem Tierhorn (von Rind oder Ziege) am unteren Ende zurückgehen. Anfang des 16. Jahrhunderts verbreitete sich das Krummhorn rasch zunächst in deutschsprachigen Ländern, nachfolgend in den Niederlanden und Italien. Mit dem musikalischen Übergang von der Renaissance zum Barock im 17. Jahrhundert geriet es aus der Mode. Seit der Mitte des 20. Jahrhunderts werden wieder Krummhörner gebaut und gespielt. Neben der Wiedergabe von Musik aus Mittelalter und Renaissance wird das Krummhorn vereinzelt auch bei Folk und moderner Musik eingesetzt.

## Lehrwerke
- Martin Agricola:  Musica instrumentalis deudsch (1532)

## Sonstiges
Es gibt ein gleichnamiges, ähnlich klingendes Orgelregister, meist zu 16' oder 8'. Dieses Lingualregister hat zylindrische Becher mit meist natürlicher Länge.